# 折柄茶
折柄茶（学名：Hartia sinensis）为山茶科折柄茶属下的一个种。其种加词“sinensis”意为“中华的”。
现接受名为翅柄紫茎（Stewartia pteropetiolata W.C.Cheng, 1934）。